# 크라일스하임

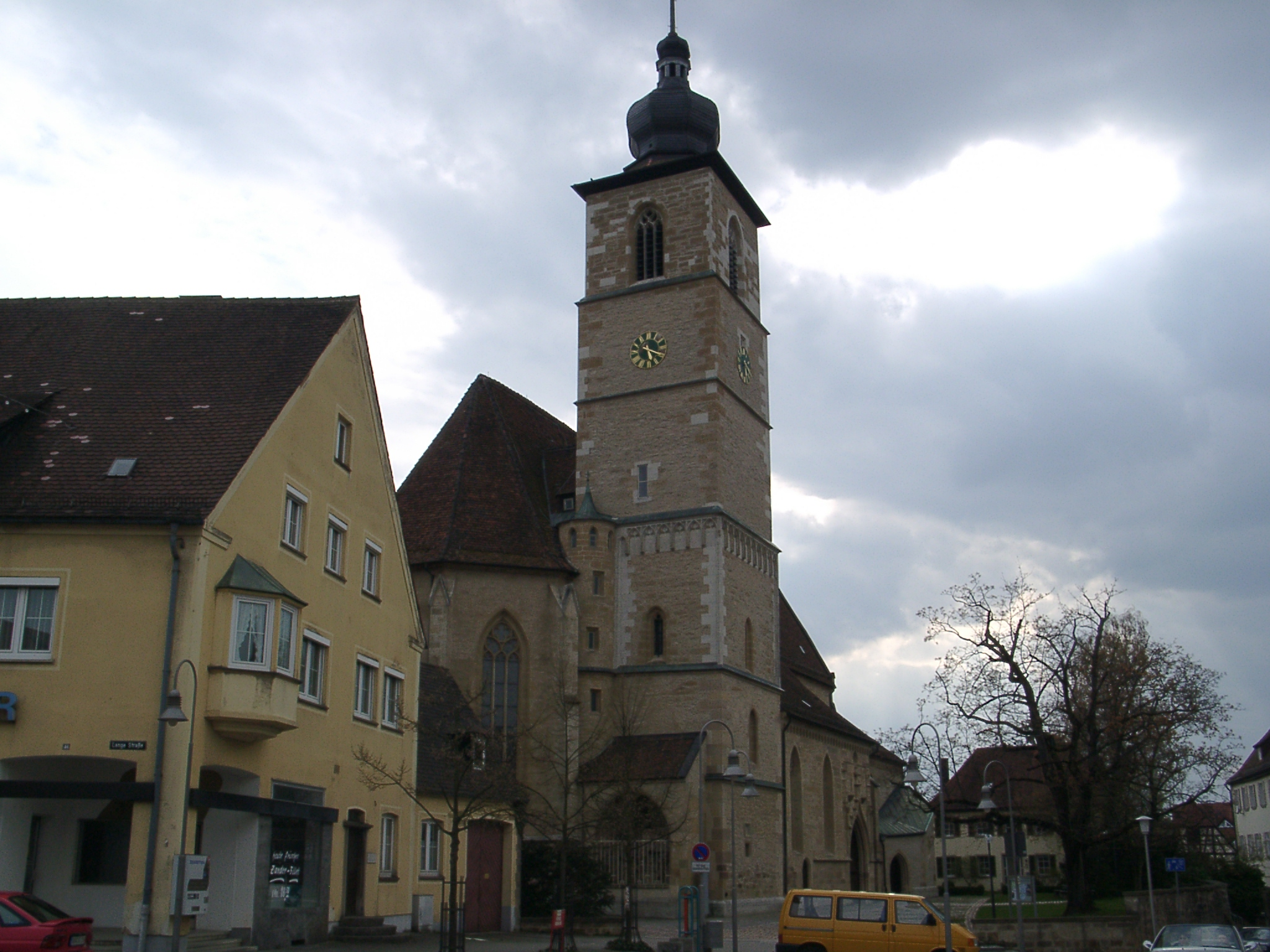
1398년~1440년 사이 지어진 요한교회(Johanneskirche)는 크라일스하임에서 가장 오래된 건물들 가운데 한 곳이다.

크라일스하임(Crailsheim)은 독일 바덴뷔르템베르크주에 있는 도시이다. 1338년에 합병되었으며 슈베비슈할(Schwäbisch Hall)에서 동쪽으로 32km(20마일), 안스바흐(Ansbach)에서 남서쪽으로 40km(25마일) 떨어진 슈베비슈할 지구에 위치해 있다. 도시의 주요 명소로는 두 개의 복음주의 교회, 한 개의 가톨릭 교회, 67미터 높이의 시청사 탑이 있다.

## 저명한 출신
- 한스 작스
- 한스 숄: 나치 독일 백장미단 비더슈탄트 운동의 창립 멤버
- 자비네 마이어: 클라리넷 연주자